# Remo Paolini
Remo Paolini (* 17. Juni 1921 in Rom; † 9. Oktober 2012 ebenda) war ein italienischer Diplomat.

## Werdegang
1945 schloss er ein Studium der Rechtswissenschaft an der Universität Rom ab.
1948 trat der in den auswärtigen Dienst, wurde konsularischer Attaché und dem Vertragsbüro zugewiesen.
1949 wurde er Gesandtschaftssekretär erster Klasse in Tirana.
1951 war er Gesandter zweiter Klasse beim Heiligen Stuhl.
1953 war er Gesandter zweiter Klasse in Neu-Delhi.
1955 war er Konsul in Mendoza (Argentinien).
1957 wurde er zum Gesandtschaftssekretär erster Klasse und Gesandtschaftsrat ernannt.
1958 leitete er die Abteilung 5. Migration.
1963 wurde er Botschaftsrat in Den Haag.
1966 wurde er Botschaftsrat in Brüssel.
1969 war er Chef des Protokolls.
1972 war er Gesandtschaftsrat in London.
1976 wurde er zum außerordentlicher geschäftsführender Gesandten erster Klasse und Ministre plénipotentiaire ernannt.
1977 war er Chef des diplomatischen Protokolls der Republik.
Von 1979 bis 21. November 1983 war er Botschafter in Athen, Griechenland.
Ab 21. November 1983 war er Ständiger Vertreter der Italienischen Regierung nächst dem Büro der Vereinten Nationen in Genf.
1986 wurde er in den Ruhestand versetzt und wurde stellvertretender Kommissar des Croce Rossa Italiana (italienisches Rotes Kreuz) sowie Vorstandsmitglied der Internationalen Rotkreuz- und Rothalbmond-Bewegung.

## Dekoration
- 1972: Großoffizier des Verdienstordens der Italienischen Republik[2]
- 1987: Großkreuz des Verdienstordens der Italienischen Republik